# Comuna Hornostaiivka, Ripkî
Hornostaiivka (în ucraineană Горностаївка) este o comună în raionul Ripkî, regiunea Cernihiv, Ucraina, formată din satele Ciîjivka, Hornostaiivka (reședința), Huta-Tkaciova și Stroiivka.

## Demografie
Componența lingvistică a comunei Hornostaiivka
     Ucraineană (58,47%)
     Rusă (40,69%)
     Alte limbi (0,84%)
Conform recensământului din 2001, majoritatea populației comunei Hornostaiivka era vorbitoare de ucraineană (58,47%), existând în minoritate și vorbitori de rusă (40,69%).